# Мироновский (Волгоградская область)
Мироновский — хутор в Новониколаевском районе Волгоградской области России. Входит в состав Мирного сельского поселения. Население 32 чел. (2010) .

## История
В соответствии с Законом Волгоградской области от 22 декабря 2004 года № 975-ОД «Об установлении границ и наделении статусом Новониколаевского района и муниципальных образований в его составе», хутор вошёл в состав образованного Мирного сельского поселения.

## География
Расположен в северо-западной части региона, в степной зоне, в пределах Хопёрско-Бузулукской равнины, по р. Каравочка и её запруде.
Уличная сеть состоит из трёх географических объектов: Запрудная ул., Лесная ул., Центральная ул.
Абсолютная высота — 158 метров над уровнем моря.

## Население
| 2010 |
| ---- |
| 32   |

Гендерный состав
По данным Всероссийской переписи населения 2010 года в гендерной структуре населения из 32 человек мужчин — 17, женщин — 15 (53,1 и 46,9 % соответственно).
Национальный состав
Согласно результатам переписи 2002 года, в национальной структуре населения
русские составляли 80 % от общей численности населения в 96 чел..

## Инфраструктура
Развитое сельское хозяйство. Личное подсобное хозяйство.

## Транспорт
Просёлочные дороги.